# Patrick McEnroe
Patrick McEnroe (ur. 1 lipca 1966 w Oyster Bay) – amerykański tenisista, zwycięzca French Open 1989 w grze podwójnej, reprezentant w Pucharze Davisa.
Jest młodszym bratem Johna McEnroe, również tenisisty.

## Kariera tenisowa
Jako junior McEnroe wygrał w roku 1984 wielkoszlemowy turniej French Open, partnerując Luke’owi Jensenowi.
W roku 1988 rozpoczął karierę zawodową, którą zakończył w 1998.
W grze pojedynczej wygrał 1 turniej rangi ATP World Tour oraz osiągnął 3 finały. W 1991 doszedł do półfinału Australian Open, ponosząc porażkę w 4 setach z Borisem Beckerem.
W grze podwójnej McEnroe wygrał 16 turniejów rangi ATP World Tour, w tym wielkoszlemowy French Open 1989, kiedy to razem z Jimem Grabbem zwyciężyli w pojedynku finałowym z parą Mansur Bahrami–Éric Winogradsky 6:4, 2:6, 6:4, 7:6. Tegoż samego roku Amerykanin odniósł triumf (z Grabbem) w kończącym sezon turnieju ATP Finals, pokonując w decydującym meczu duet John Fitzgerald–Anders Järryd 7:5, 7:6, 5:7, 6:3. McEnroe jest również finalistą 21 innych deblowych turniejów, w tym Australian Open 1991 startując wspólnie z Davidem Wheatonem.
W roku 1993 był w składzie drużyny, która zdobyła Drużynowy Puchar Świata w tenisie ziemnym. W latach 1993–1994 i 1996 reprezentował Stany Zjednoczone w Pucharze Davisa, startując w deblu i odnosząc na 4 rozegrane mecze 3 zwycięstwa.
W 1987 zdobył z Lukiem Jensenem złoty medal podczas igrzysk panamerykańskich w Indianapolis.
Najwyżej w rankingu singlistów był we wrześniu 1995 roku na 28. miejscu, z kolei w zestawieniu deblistów w kwietniu 1993 został sklasyfikowany 3. pozycji.

### Finały w turniejach ATP World Tour
| Legenda                                      |
| -------------------------------------------- |
| Wielki Szlem                                 |
| Igrzyska olimpijskie                         |
| Tennis Masters Cup / ATP Finals              |
| ATP Masters Series / ATP Tour Masters 1000   |
| ATP International Series Gold / ATP Tour 500 |
| ATP International Series / ATP Tour 250      |

#### Gra pojedyncza (1–3)
| Końcowy wynik | Nr | Data                | Turniej  | Nawierzchnia    | Przeciwnik        | Wynik finału          |
| ------------- | -- | ------------------- | -------- | --------------- | ----------------- | --------------------- |
| Finalista     | 1. | 3 marca 1991        | Chicago  | Dywanowa (hala) | John McEnroe      | 6:3, 2:6, 4:6         |
| Finalista     | 2. | 16 stycznia 1994    | Auckland | Twarda          | Magnus Gustafsson | 4:6, 0:6              |
| Finalista     | 3. | 2 października 1994 | Bazylea  | Twarda (hala)   | Wayne Ferreira    | 6:4, 2:6, 6:7(7), 3:6 |
| Zwycięzca     | 1. | 15 stycznia 1995    | Sydney   | Twarda          | Richard Fromberg  | 6:2, 7:6(4)           |

#### Gra podwójna (16–21)
| Końcowy wynik | Nr  | Data                 | Turniej                    | Nawierzchnia    | Partner            | Przeciwnicy                      | Wynik finału       |
| ------------- | --- | -------------------- | -------------------------- | --------------- | ------------------ | -------------------------------- | ------------------ |
| Zwycięzca     | 1.  | 12 lutego 1984       | Richmond WCT               | Dywanowa (hala) | John McEnroe       | Kevin Curren Steve Denton        | 7:6, 6:2           |
| Zwycięzca     | 2.  | 4 października 1987  | San Francisco              | Dywanowa (hala) | Jim Grabb          | Glenn Layendecker Todd Witsken   | 6:2, 0:6, 6:4      |
| Finalista     | 1.  | 24 lipca 1988        | Schenectady                | Twarda          | Paul Annacone      | Alexander Mronz Greg Van Emburgh | 3:6, 7:6, 5:7      |
| Finalista     | 2.  | 21 sierpnia 1988     | Cincinnati                 | Twarda          | Jim Grabb          | Rick Leach Jim Pugh              | 2:6, 4:6           |
| Finalista     | 3.  | 3 kwietnia 1989      | Miami                      | Twarda          | Jim Grabb          | Jakob Hlasek Anders Järryd       | 3:6, krecz         |
| Finalista     | 4.  | 16 kwietnia 1989     | Rio de Janeiro             | Dywanowa        | Tim Wilkison       | Jorge Lozano Todd Witsken        | 6:2, 4:6, 4:6      |
| Zwycięzca     | 3.  | 10 czerwca 1989      | French Open, Paryż         | Ceglana         | Jim Grabb          | Mansur Bahrami Éric Winogradsky  | 6:4, 2:6, 6:4, 7:6 |
| Finalista     | 5.  | 30 lipca 1989        | Waszyngton                 | Twarda          | Jim Grabb          | Neil Broad Gary Muller           | 7:6, 6:7, 4:6      |
| Zwycięzca     | 4.  | 12 grudnia 1989      | Londyn                     | Dywanowa (hala) | Jim Grabb          | John Fitzgerald Anders Järryd    | 7:5, 7:6, 5:7, 6:3 |
| Finalista     | 6.  | 11 marca 1990        | Indian Wells               | Twarda          | Jim Grabb          | Boris Becker Guy Forget          | 6:4, 4:6, 3:6      |
| Finalista     | 7.  | 17 czerwca 1990      | Rosmalen                   | Trawiasta       | Jim Grabb          | Jakob Hlasek Michael Stich       | 6:7, 3:6           |
| Zwycięzca     | 5.  | 11 listopada 1990    | Wembley                    | Dywanowa (hala) | Jim Grabb          | Rick Leach Jim Pugh              | 7:6, 4:6, 6:3      |
| Finalista     | 8.  | 27 stycznia 1991     | Australian Open, Melbourne | Twarda          | David Wheaton      | Scott Davis David Pate           | 7:6, 6:7, 3:6, 5:7 |
| Zwycięzca     | 6.  | 29 września 1991     | Bazylea                    | Twarda (hala)   | Jakob Hlasek       | Petr Korda John McEnroe          | 3:6, 7:6, 7:6      |
| Finalista     | 9.  | 20 października 1991 | Wiedeń                     | Dywanowa (hala) | Jakob Hlasek       | Anders Järryd Gary Muller        | 4:6, 5:7           |
| Zwycięzca     | 7.  | 3 maja 1992          | Madryt                     | Ceglana         | Patrick Galbraith  | Francisco Clavet Carlos Costa    | 6:3, 6:2           |
| Finalista     | 10. | 16 sierpnia 1992     | Cincinnati                 | Twarda          | Jonathan Stark     | Todd Woodbridge Mark Woodforde   | 3:6, 6:1, 3:6      |
| Finalista     | 11. | 23 sierpnia 1992     | New Haven                  | Twarda          | Jared Palmer       | Kelly Jones Rick Leach           | 6:7, 7:6, 2:6      |
| Finalista     | 12. | 4 października 1992  | Brisbane                   | Twarda (hala)   | Jonathan Stark     | Steve DeVries David Macpherson   | 4:6, 4:6           |
| Zwycięzca     | 8.  | 11 października 1992 | Sydney                     | Twarda (hala)   | Jonathan Stark     | Jim Grabb Richey Reneberg        | 6:2, 6:3           |
| Zwycięzca     | 9.  | 8 listopada 1992     | Paryż                      | Twarda (hala)   | John McEnroe       | Patrick Galbraith Danie Visser   | 6:4, 6:2           |
| Finalista     | 13. | 15 listopada 1992    | Antwerpia                  | Dywanowa (hala) | Jared Palmer       | John Fitzgerald Anders Järryd    | 2:6, 2:6           |
| Finalista     | 14. | 7 lutego 1993        | San Francisco              | Twarda (hala)   | Jonathan Stark     | Scott Davis Jacco Eltingh        | 1:6, 6:4, 5:7      |
| Finalista     | 15. | 21 marca 1993        | Miami                      | Twarda          | Jonathan Stark     | Richard Krajicek Jan Siemerink   | 7:6, 4:6, 6:7      |
| Zwycięzca     | 10. | 16 maja 1993         | Coral Springs              | Ceglana         | Jonathan Stark     | Paul Annacone Doug Flach         | 6:4, 6:3           |
| Zwycięzca     | 11. | 13 czerwca 1993      | Rosmalen                   | Trawiasta       | Jonathan Stark     | David Adams Andriej Olchowski    | 7:6, 1:6, 6:4      |
| Zwycięzca     | 12. | 10 października 1993 | Sydney                     | Twarda (hala)   | Richey Reneberg    | Alexander Mronz Lars Rehmann     | 6:3, 7:5           |
| Zwycięzca     | 13. | 16 stycznia 1994     | Auckland                   | Twarda          | Jared Palmer       | Grant Connell Patrick Galbraith  | 6:2, 4:6, 6:4      |
| Finalista     | 16. | 10 kwietnia 1994     | Tokio                      | Twarda          | Sébastien Lareau   | Henrik Holm Anders Järryd        | 5:7, 1:6           |
| Finalista     | 17. | 31 lipca 1994        | Toronto                    | Twarda          | Jared Palmer       | Byron Black Jonathan Stark       | 4:6, 4:6           |
| Zwycięzca     | 14. | 2 października 1994  | Bazylea                    | Twarda (hala)   | Jared Palmer       | Lan Bale John-Laffnie de Jager   | 6:3, 7:6           |
| Finalista     | 18. | 9 października 1994  | Tuluza                     | Twarda (hala)   | Jared Palmer       | Menno Oosting Daniel Vacek       | 6:7, 7:6, 3:6      |
| Zwycięzca     | 15. | 12 lutego 1995       | San José                   | Twarda (hala)   | Jim Grabb          | Alex O’Brien Sandon Stolle       | 3:6, 7:5, 6:0      |
| Finalista     | 19. | 26 marca 1995        | Miami                      | Twarda          | Jim Grabb          | Todd Woodbridge Mark Woodforde   | 3:6, 6:7           |
| Zwycięzca     | 16. | 8 października 1995  | Kuala Lumpur               | Dywanowa (hala) | Mark Philippoussis | Grant Connell Patrick Galbraith  | 7:5, 6:4           |
| Finalista     | 20. | 15 października 1995 | Tokio                      | Dywanowa (hala) | Jakob Hlasek       | Jacco Eltingh Paul Haarhuis      | 6:7, 4:6           |
| Finalista     | 21. | 14 stycznia 1996     | Sydney                     | Twarda          | Sandon Stolle      | Ellis Ferreira Jan Siemerink     | 7:5, 4:6, 1:6      |